# Андреевка (Баганский район)
Андре́евка — село в Баганском районе Новосибирской области. Административный центр Андреевского сельсовета.

## География
Площадь села — 147 гектаров.

## История
Основано в 1907 году. В 1928 году село Андреевское состояло из 244 хозяйств, основное население — украинцы. Центр Андреевского сельсовета Андреевского района Славгородского округа Сибирского края.

## Население
| 1926 | 1976 | 1995 | 2002 | 2007 | 2010 |
| ---- | ---- | ---- | ---- | ---- | ---- |
| 996  | ↘879 | ↘771 | ↘691 | ↘671 | ↘613 |

## Известные уроженцы
- Поляков, Виктор Георгиевич (1935—2017) — советский и российский почвовед-географ, картограф, эколог, доктор географических наук.

## Инфраструктура
В селе по данным на 2006 год функционируют 1 учреждение здравоохранения, 2 образовательное учреждение.